# Joodse begraafplaats (De Pol)
De Joodse begraafplaats in de Pol werd aangelegd in de 19e eeuw voor het begraven van de overleden joodse inwoners van Willemsoord in Overijssel, een van de kolonies van de Maatschappij van Weldadigheid.

## Beschrijving
In het begin van de 19e eeuw werden er in de provincies Drenthe en Overijssel een viertal kolonies - Frederiksoord, Willemsoord, Wilhelminaoord  en Boschoord - gesticht in het kader van de toenmalige armoedebestrijding. In de kolonie in Willemsoord werden ook joodse armen gehuisvest. In Willemsoord werd voor deze groep een aparte buurt gecreëerd, de Jodenpol. Voor het begraven van de overleden joodse inwoners werd een begraafplaats nabij deze buurt gesticht. Het onderhoud van de begraafplaats wordt verzorgd door de gemeentelijke overheid.